# Леднево (Ленинградская область)
Леднево — деревня в Суховском сельском поселении Кировского района Ленинградской области.

## История
Впервые упоминается в Писцовой книге Водской пятины 1500 года как деревня Лиднево на берегу Ладожского озера в Фёдоровском Песоцком погосте Ладожского уезда.
Деревня Лидно над озером над Ладожским упоминается и в Дозорной книге Водской пятины Корельской половины 1612 года в Городенском погосте Ладожского уезда.
Затем как деревня Леднева она обозначена на карте «Ладожское озеро и Финский залив с прилегающими местами» 1745 года.
На карте Санкт-Петербургской губернии Ф. Ф. Шуберта 1834 года она упомянута как деревня Лидня, состоящая из 33 крестьянских дворов.

ЛИДНЕВО — деревня принадлежит графине Лаваль, число жителей по ревизии: 193 м. п., 193 ж. п. (1838 год)

На карте профессора С. С. Куторги 1852 года отмечена деревня Лидня из 33 дворов.

ЛЕДНЕВО — деревня графа Борха, по просёлочной дороге, число дворов — 70, число душ — 205 м. п. (1856 год)

ЛЕДНЕВО — деревня владельческая при Ладожском озере, число дворов — 75, число жителей: 197 м. п., 207 ж. п.; Часовня православная.

ЛЕДНЕВСКАЯ — слобода разночинная при Ладожском озере, число дворов — 5, число жителей: 16 м. п., 8 ж. п. (1862 год)

Согласно карте из «Исторического атласа Санкт-Петербургской Губернии» 1863 года деревня называлась Лидня.
В 1865—1866 годах временнообязанные крестьяне деревни выкупили свои земельные наделы у С. И. Борх и стали собственниками земли.
Согласно данным первой переписи населения Российской империи:

ЛЕДНЕВО — деревня, православных — 608,  мужчин — 287, женщин — 322, обоего пола — 609. (1897 год)

В конце XIX века деревня административно относилась к Кобонской волости 1-го стана Новоладожского уезда Санкт-Петербургской губернии, в начале XX века — 4-го стана.
По данным «Памятной книжки Санкт-Петербургской губернии» за 1905 год деревня называлась Леднево.
С 1917 по 1923 год деревня Леднево входила в состав Ледневского сельсовета Кобонской волости Новоладожского уезда.
Согласно военно-топографической карте Петроградской и Новгородской губерний издания 1921 года, деревня называлась Лидня.
С 1923 года в составе Шумской волости Волховского уезда.
С 1924 года в составе Кобонского сельсовета.
С 1926 года вновь в составе Ледневского сельсовета. Согласно данным переписи населения СССР 1926 года в деревне Леднево проживали 594 человека — все русские.
С 1927 года в составе Мгинского района.
С 1928 года вновь в составе Кобонского сельсовета.
По данным 1933 года деревня Леднево входила в состав Кобонского сельсовета Мгинского района.

План деревни Леднево. 1941 год

Согласно топографической карте РККА 1941 года деревня насчитывала 87 дворов. В деревне находились церковь и школа.
В 1958 году население деревни Леднево составляло 161 человек.
С 1960 года в составе Волховского района.
По данным 1966 и 1973 годов деревня Леднево также находилась в подчинении Кобонского сельсовета Волховского района.
По данным 1990 года деревня Леднево входила в состав Суховского сельсовета Кировского района.
В 1997 году в деревне Леднево Суховской волости проживали 16 человек, в 2002 году — 29 человек (русские — 90 %).
В 2007 году в деревне Леднево Суховского СП — 17.

## География
Деревня расположена в северо-восточной части района на автодороге 41К-123, к северо-западу от центра поселения, деревни Сухое.
Расстояние до административного центра поселения — 18 км.
Расстояние до ближайшей железнодорожной станции Жихарево — 32 км.
Деревня находится близ Ладожского озера на южном берегу Новоладожского канала.

## Демография
| 1862 | 1897 | 2007 | 2010 | 2017 |
| ---- | ---- | ---- | ---- | ---- |
| 428  | ↗609 | ↘17  | ↗37  | ↘20  |